# محاصره اوئه‌هارا
محاصره اوئه‌هارا (انگلیسی: Siege of Uehara)، اولین قدمی بود که تاکدا شینگن در تلاش برای به دست گرفتن کنترل ولایت شینانو انجام داد.
قلعه اوئه‌هارا قبل از تصرف شینگن توسط سوا یوریشیگه کنترل می‌شد.